# 黄白扁萼
黄白扁萼（学名：Gentianopsis barbata var. alboflavida）为龙胆科扁蕾属下的一个变种。

## 扩展阅读
- 維基物種上的相關：黄白扁萼